# Mário Andreazza

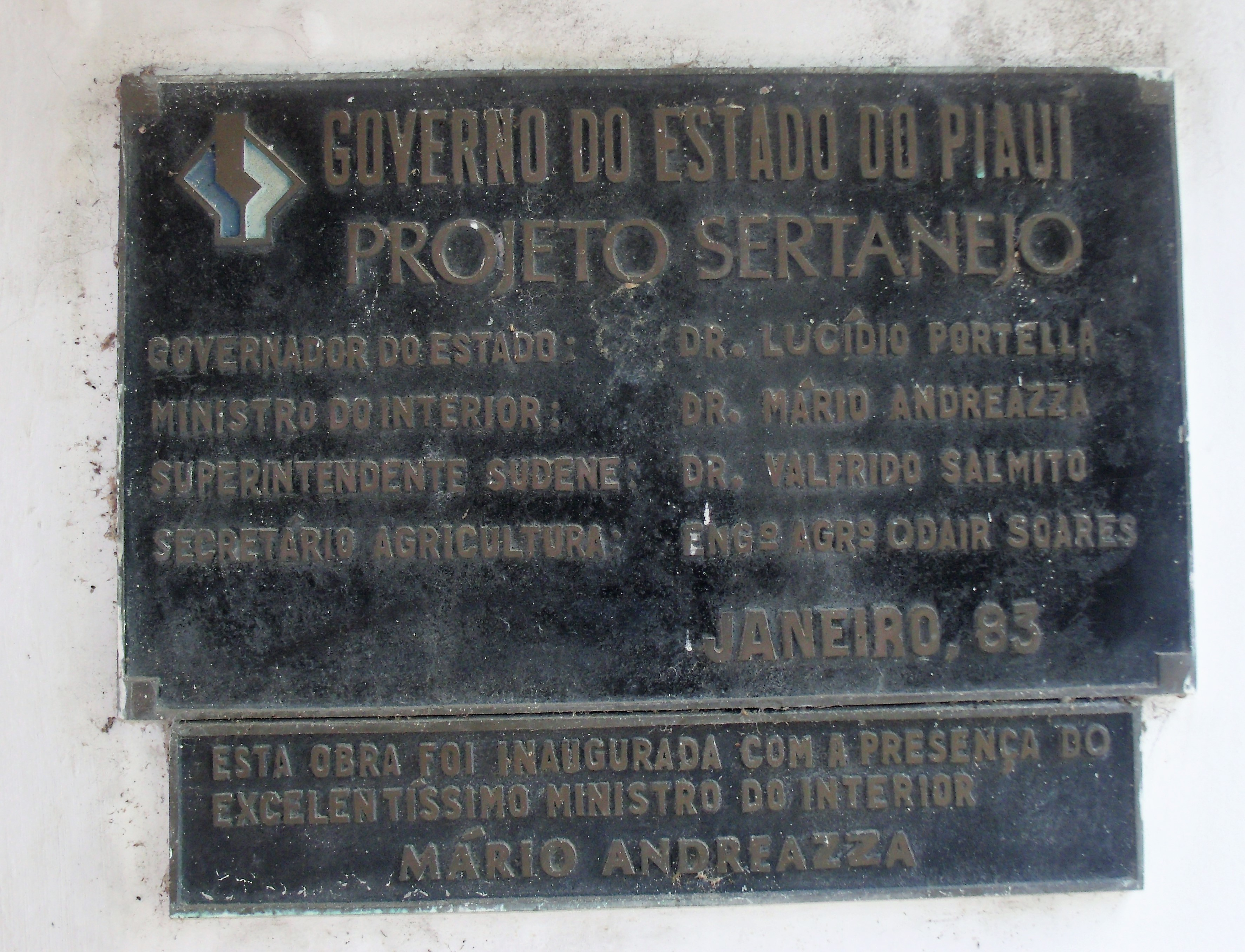
Nome de Mário Andreazza numa placa de prédio público no Piauí.

Mario David Andreazza GCIH (Caxias do Sul, 20 de agosto de 1918 — São Paulo, 19 de abril de 1988) foi um militar e político brasileiro. Foi ministro dos Transportes durante a Ditadura Militar nos governos Costa e Silva e Médici, tendo sido responsável por inúmeras obras entre as quais  a Ponte Rio-Niterói e a Transamazônica, a despeito do cenário de restrição orçamentária comandado pelo ministro Delfim Neto. Destacou-se também pelo que ficou conhecido como "Batalha dos Fretes", em que conseguiu situar a Marinha Mercante brasileira no cenário antes dominado pelas potências marítimas internacionais. Foi um dos signatários do Ato Institucional Número Cinco.
Militar e militante anti-getulista, em 1952 participou das desordens que levaram à queda do ministro Estillac Leal e do presidente Carlos Luz em 1955. Como tenente-coronel fez parte do Serviço Federal de Informações e Contrainformação, sob o comando do coronel Ednardo D'Ávila Mello.
Em 12 de agosto de 1967 foi agraciado com a Grã-Cruz da Ordem do Infante D. Henrique de Portugal.
Enquanto ministro, foi ainda líder do movimento que tentou fazer, em 1973, com que o mandato de Médici fosse estendido por mais um ano, visando inviabilizar a candidatura de Ernesto Geisel. Com a escolha de Geisel, chegou a ser cotado para governador do Rio Grande do Sul.
No governo do presidente João Figueiredo, foi ministro do Interior e responsável por programas habitacionais como o Promorar, que erradicou as palafitas[carece de fontes?], por exemplo, das favelas da Maré, no Rio de Janeiro, e dos Alagados, em Salvador. Ainda como ministro do Interior, implantou um grande programa de habitação nacional, demarcou terras indígenas e lançou a Política Nacional do Meio Ambiente.
Foi candidato a sucessão de Figueiredo à Presidência da República, sendo indicado por este último para sucedê-lo. Entretanto, foi obrigado a concorrer na convenção nacional do PDS, quando o deputado federal Paulo Maluf, também se candidatou na convenção nacional do partido. Foi derrotado na convenção nacional do PDS em 11 de agosto de 1984, pelo deputado Paulo Maluf por 493 votos a 350, fato esse que motivou a cisão do partido, dando origem à chamada Frente Liberal (depois PFL, atual Democratas) que apoiou o candidato da oposição Tancredo Neves, vencedor das eleições.

## Família
Nascido na Serra Gaúcha numa família italiana originária de Onigo (província de Treviso), era filho de Attilio Andreazza e de Inês Corso. Foi casado com Liliana Urtiaga com quem teve dois filhos, Mario Gualberto e Atílio Andreazza. Também tem como neto conhecido o hoje comentarista da Bandnews, colunista do Jornal O Globo e editor-executivo do Grupo Editorial Record Carlos Andreazza.

## Curiosidade
- No início da década de 1980, o humorista Renato Aragão criou para o humorístico Os Trapalhões, da Rede Globo, a personagem Severina, a reboque do sucesso da personagem Salomé (interpretada pelo também humorista Chico Anysio). Enquanto Salomé conversava e dava conselhos pelo telefone ao presidente da época, general João Figueiredo, Severina explanava sua paixão pelos olhos verdes de Mário Andreazza, então ministro do Interior do governo Figueiredo.

- Em homenagem a Andreazza, há hoje em Rondônia um município com o nome "Ministro Andreazza". Homenageia-se também a atuação importantíssima dele nas décadas de 1970 e 1980 no apoio e estruturação do Estado de Rondônia.

- As obras promovidas por Andreazza absorviam tantas verbas federais que o ministro do Planejamento do governo Figueiredo, Mário Henrique Simonsen, propôs de brincadeira a criação de uma nova unidade monetária, o "andreazza", equivalente a 1 trilhão de cruzeiros, a moeda brasileira da época. "Não muda nada, mas pelo menos a gente lida com menos zeros”, disse o ministro.[6]